# Ewald André Dupont
Ewald André Dupont (Zeitz, 1891 – Hollywood, 1956) è stato un regista, sceneggiatore e produttore cinematografico tedesco.

## Biografia
Dopo aver diretto alcuni film di scarsa importanza, acquistò improvvisamente fama internazionale nel 1925 con Varieté, cupo dramma sulla gelosia e sulla frustrazione nell'ambiente del music-hall, tratto dal romanzo di Felix Höllander Il giuramento di Stefan Huller.
In una scenografia di carattere realistico, Dupont tirò le somme delle precedenti esperienze del cinema espressionista, dando un saggio esempio di tecnica e linguaggio cinematografici posti al servizio della psicologia dei personaggi.
Nella sua lunga carriera, Dupont non riuscì mai a ripetere il successo di Variété, per cui è ricordato come l'autore di un unico film importante.

## Filmografia

### Regista
- Europa postlagernd (1918)
- Mitternacht (1918)
- Il diavolo (Der Teufel) (1918)
- Die Japanerin (1919)
- Dramma nelle catacombe (Das Geheimnis des Amerika-Docks) (1919)
- Apaches (Die Apachen) (1919)
- Die Maske (1919)
- Die Spione (1919)
- Das Derby - Ein Detektivroman auf dem grünen Rasen (1919)
- Alkohol (1920)
- Das Grand Hotel Babylon (1920)
- Il pavone bianco (Der weisse Pfau) (1920)
- Whitechapel (1920)
- Trionfo del cuore (Herztrumpf) (1920)
- Der Würger der Welt
- Omicidio senza assassini (Der Mord ohne Täter) (1921)
- Die Geierwally (1921)
- Figli delle tenebre - 1º episodio (Kinder der Finsternis - 1. Der Mann aus Neapel)
- Figli delle tenebre - 2º episodio (Kinder der Finsternis - 2. Kämpfende Welten)
- Sie und die Drei (1922)
- Die grüne Manuela - Ein Film aus dem Süden
- La vecchia legge (Das alte Gesetz)
- Rogo d'anime (Der Demütige und die Tänzerin)
- Varieté (1925)
- Amami e il mondo è mio (Love Me and the World Is Mine) (1927)
- Moulin Rouge (1928)
- Piccadilly
- Atlantik
- Atlantic (1929)
- Due mondi (Two Worlds) (1930)
- Zwei Welten (1930)
- Atlantis
- Fortunale sulla scogliera (Menschen im Käfig) (1930)
- Les Deux Mondes
- Cape Forlorn (1931)
- Le Cap perdu (1931)
- Salto mortale (1931)
- Peter Voss, der Millionendieb (1932)
- Il corridore di maratona (Der Läufer von Marathon) (1933)
- Ladies Must Love
- The Bishop Misbehaves
- Forgotten Faces (1936)
- A Son Comes Home (1936)
- Night of Mystery (1937)
- On Such a Night (1937)
- Love on Toast (1937)
- Acciaio umano (Hell's Kitchen), co-regia di Lewis Seiler (1939)
- The Scarf (1951)
- Pictura, aa.vv. (1951)
- Problem Girls (1953)
- The Neanderthal Man (1953)
- Il segreto del Sahara (The Steel Lady) (1953)
- Ritorno all'isola del tesoro (Return to Treasure Island) (1954)

### Regista (tv)
- Crime and Punishment, episodio della serie tv I segreti della metropoli (1953)
- The Story of Jerry Baxter, episodio della serie tv I segreti della metropoli (1953)
- Taxi Dancer, episodio della serie tv I segreti della metropoli (1953)

### Sceneggiatore (parziale)
- Mitternacht, regia di Ewald André Dupont (1918)
- Der Teufel, regia di Ewald André Dupont (1918)
- Die Japanerin, regia di Ewald André Dupont (1919)
- Das Geheimnis des Amerika-Docks, regia di Ewald André Dupont (1919)
- Die Apachen, regia di Ewald André Dupont (1919)
- Die Maske, regia di Ewald André Dupont (1919)
- Madame Pompadour, regia di Herbert Wilcox (1927)
- Moulin Rouge, regia di Ewald André Dupont (1928)
- Due mondi (Two Worlds), regia di E.A. Dupont - soggetto (1930)

### Produttore (parziale)
- Madame Pompadour, regia di Herbert Wilcox (1927)
- Moulin Rouge, regia di Ewald André Dupont (1928)
- Due mondi (Two Worlds), regia di E.A. Dupont (1930)